# أفون هاني
أفون هاني هو سياسي أمريكي، ولد في 1 مايو 1947 في باتون روج في الولايات المتحدة، وتوفي في 12 فبراير 2010. نشط حزبياً في الحزب الديمقراطي. وقد انتخب عضو مجلس نواب لويزيانا ‏.